# フッ化物療法
フッ化物療法（ふっかぶつりょうほう）は、フッ化物を用いた歯科治療である。フッ化物サプリメントは、6か月以上の子供の虫歯を予防するために、飲料水に含まれるフッ化物の濃度が低い地域で推奨される。一般的に用いられるフッ化物サプリメントは液体、錠剤、またはペースト状であり、口から摂取する。公共の水道水がフッ素添加されている場合はフッ化物サプリメントは一般的に必要ない。フッ化物は歯科治療以外にもいくつかの骨疾患の治療にも使用されている。
通常の量のフッ化物を摂取することにより歯に白い斑点ができることが時折ある。フッ化物の過度な量を摂取することにより歯が茶色または黄色に着色する場合がある。典型的なフッ化物療法にはフッ化ナトリウムが用いられるが、フッ化スズ(II)が用いられることもある。フッ化物は歯の酸による分解を減少させ、再石灰化を促進し、細菌の活動を減少させる作用があるとされ、これらは主に直接歯に塗布することにより効果を得られるものとされる。
フッ化物は1940年代に虫歯を防ぐために使用されるようになった。フッ化物またはフッ化ナトリウムは、世界保健機関の必須医薬品リストに掲載されており、医療制度に必要とされる最も効果的で安全な医薬品である。イギリスの国民保健サービスにかかる一般的な費用は1カ月につき約￡0.36ポンドである。アメリカでもそれほど高価な治療ではない。